# Lucy Gérard
Pour les articles homonymes, voir Gérard.
Lucy Gérard, née le 2 juin 1872 dans le 2e arrondissement de Lyon et morte le 20 novembre 1941 en son domicile dans le 8e arrondissement de Paris, est une actrice de théâtre et de cinéma française.

## Biographie
Elle débute fin 1888 au Théâtre de la Renaissance dans l'opéra Isoline d'André Messager et Catulle Mendès puis elle poursuit sa carrière en France jusqu'à la fin 1900. Tombée quelque-peu dans l'oubli après une longue interruption, elle devient antiquaire puis revient sur scène sous le nom de Lucy Mareil, avec lequel elle obtient de nombreux rôles à la fois au théâtre et au cinéma de 1911 à 1923.

## Carrière

### Théâtre
Sous le nom de Lucy Gérard
- 1894 : Pension de famille de Maurice Donnay, Théâtre du Gymnase
- 1896 : Lysistrata de Maurice Donnay, Théâtre du Vaudeville
- 1897 : Le Mari de la débutante d'Henri Meilhac et Ludovic Halévy, Théâtre du Gymnase
- 1898 : Don Juan de Manara d'Edmond Haraucourt, Théâtre de l'Odéon
- 1899 : L'Amour pleure et rit d'Auguste Germain, Théâtre de l'Athénée
- 1900 : L'Aiglon d'Edmond Rostand, Théâtre Sarah-Bernhardt

Sous le nom de Lucy Mareil
- 1912 : Le Bonheur sous la main de Paul Gavault, Théâtre des Variétés
- 1920 : Madame Sans-Gêne de Victorien Sardou et Émile Moreau, Théâtre de la Porte Saint-Martin
- 1922 : La Flamme de Charles Méré, Théâtre de l'Ambigu-Comique

### Filmographie partielle
Sous le nom de Lucy Mareil
- 1913 : Rigadin fait un riche mariage de Georges Monca
- 1915 : Rigadin est jaloux de Georges Monca
- 1915 : Rigadin et la Lettre compromettante de Georges Monca
- 1916 : Rigadin cherche l'âme sœur de Georges Monca
- 1916 : C'est pour les orphelins de Louis Feuillade
- 1916 : J'épouse la sœur de ma veuve de Georges Monca : Léonora
- 1918 : Rigadin a fait un riche mariage de Georges Monca
- 1918 : Les Leçons de chant de Rigadin de Georges Monca : Madame Rigadin
- 1919 : Madame et son filleul de Georges Monca : Lucienne Lambrisset
- 1920 : Chouquette et son as de Georges Monca : Madame Leminois
- 1920 : Les Cinq Gentlemen maudits de Luitz-Morat et Pierre Régnier
- 1920 : Les femmes collantes de Georges Monca : Héloïse Plumard
- 1920 : Petit ange de Luitz-Morat et Pierre Régnier : Maud Olgram
- 1922 : L'Empereur des pauvres de René Leprince : Josette
- 1923 : Petit ange et son pantin de Luitz-Morat